# Định lý Friedlander–Iwaniec

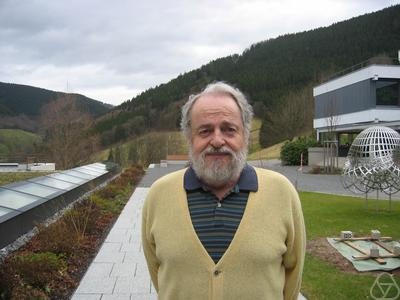
John Friedlander

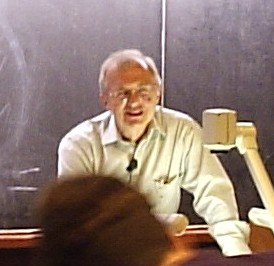
Henryk Iwaniec

Trong lý thuyết số giải tích, định lý Friedlander–Iwaniec phát biểu rằng có vô số số nguyên tố dưới dạng {\displaystyle a^{2}+b^{4}}. Các số nguyên tố đầu tiên là
2, 5, 17, 37, 41, 97, 101, 137, 181, 197, 241, 257, 277, 281, 337, 401, 457, 577, 617, 641, 661, 677, 757, 769, 821, 857, 881, 977, ... (dãy số A028916 trong bảng OEIS).
Độ khó của phát biểu nằm trong bản chất thưa thớt của dãy này: số các số nguyên có dạng {\displaystyle a^{2}+b^{4}} và nhỏ hơn {\displaystyle X} nằm vào khoảng {\displaystyle X^{3/4}}.

## Lịch sử
Định lý được chứng minh vào năm 1997 bởi John Friedlander và Henryk Iwaniec. Trong 2001, Iwaniec nhận giải thưởng Ostrowski cho cống hiến của ông cho công trình.

## Cải thiện
Định lý này được cải thiện bởi D.R. Heath-Brown và Xiannan Li trong năm 2017. Cụ thể, họ chứng minh rằng đa thức {\displaystyle a^{2}+b^{4}} biểu diễn vô số số nguyên tố khi biến {\displaystyle b} cũng là số nguyên tố. Hơn nữa, nếu {\displaystyle f(n)} đếm số số nguyên tố nhỏ hơn {\displaystyle n} và có dạng {\displaystyle a^{2}+b^{4},} thì
{\displaystyle f(n)\sim v{\frac {x^{3/4}}{\log {x}}}}
trong đó
{\displaystyle v=2{\sqrt {\pi }}{\frac {\Gamma (5/4)}{\Gamma (7/4)}}\prod _{p\equiv 1{\bmod {4}}}{\frac {p-2}{p-1}}\prod _{p\equiv 3{\bmod {4}}}{\frac {p}{p-1}}.}

## Trường hợp đặc biệt
Khi b = 1, các số nguyên tố Friedlander–Iwaniec có dạng {\displaystyle a^{2}+1}, tạo thành tập
2, 5, 17, 37, 101, 197, 257, 401, 577, 677, 1297, 1601, 2917, 3137, 4357, 5477, 7057, 8101, 8837, 12101, 13457, 14401, 15377, ... (dãy số A002496 trong bảng OEIS).
Hiện các nhà toán học đang đặt giả thuyết  (một trong các bài toán của Landau) rằng tập này có vô hạn số phần tử. Tuy nhiên giả thuyết này không thể suy ra từ định lý Friedlander–Iwaniec được.